# Вохмянін Володимир Анатолійович
Володимир Анатолійович Вохмянін (нар. 27 січня 1962; Темиртау, Карагандинська область, КРСР) — казахський стрілець, дворазовий бронзовий призер Олімпійських ігор (1992 та 1996 роки).

## Біографія
Володимир Вохмянін народився 27 січня 1962 року в місті Темиртау, Карагандинської області. Кульовою стрільбою почав займатися з 1973 року. Перший успіх на рівні СРСР спортсмен здобув у 1980 році, ставши бронзовим призером кубка СРСР. В подальшому чотири рази ставав чемпіоном СРСР. Пробися до основного складу збірної та двічі ставав чемпіоном світу в команді у стрільбі зі швидкострільного пістолету на 25 метрів. Окрім цього став дворазовим чемпіоном Європи. Вдалі виступи дали спортсмену можливість представити збірну СРСР на Олімпійських іграх у Сеулі. Там не зумів пройти кваліфікацію у фінальну стадію змагань, ставши 21 у кваліфікації.
На наступних Олімпійських іграх стрілець виступав у складі Об'єднаної команди та зумів стати бронзовим призером у своїй профільній дисципліні — стрільбі зі швидкострільного пістолету на відстані 25 метрів. Через чотири роки на іграх Олімпійських іграх в Атланті, виступаючи вже за Казахстан, зумів знову стати бронзовим призером змагань. На своїх останніх Олімпійських іграх був близьким до виходу в фінал, але у кваліфікації став дванадцятим.
Протягом усієї своєї кар'єри, виступаючи за Казахстан, Вохмянін не одноразово ставав призером Кубків світу, чемпіонатів Азії та Азійських ігор.

## Виступи на Олімпійських іграх
| Олімпіада      | Дисципліна                     | Місце |
| -------------- | ------------------------------ | ----- |
| Сеул 1988      | швидкісний пістолет, 25 метрів | 21    |
| Барселона 1992 | швидкісний пістолет, 25 метрів | 3     |
| Атланта 1996   | швидкісний пістолет, 25 метрів | 3     |
| Сідней 2000    | швидкісний пістолет, 25 метрів | 12    |